# پیاده‌روی شبانه
پیاده روی شبانه (به انگلیسی: Night Walk) یک فیلم درام و جنایی آمریکایی به نویسندگی و کارگردانی عزیز تازی با بازی شان استون، میکی رورک، سارا عالمی، اسطوره رپ فرانسوی لا فوین و اریک رابرتس است. این فیلم رومئو و ژولیت امروزی بین غرب و خاورمیانه است که به یک درام جنایی تبدیل می‌شود. در این فیلم، جست‌وجوی یک قهرمان برای عدالت به سفری معنوی تبدیل می‌شود که توسط زندانیان مسلمان، از افراد میانه‌رو به بنیادگرایان مرتبط با تروریسم، رهبری می‌شود. این فیلم بین لس آنجلس و پنج شهر در مراکش فیلمبرداری شده‌است فیلم اولین بار در جشنواره بین‌المللی فیلم مسکو ۲۰۱۹ به نمایش درآمد. در سال ۲۰۲۱، توسط لاینزگیت خریداری شد و آن را به اولین فیلم مراکشی در تاریخ تبدیل کرد که توزیع هالیوود را دریافت کرد.
این فیلم جایزه بهترین فیلمنامه را برای عزیز تازی و جایزه بهترین بازیگر مرد را برای میکی رورک در جشنواره فیلم مستقل پراگ ۲۰۱۹ دریافت کرد.

## داستان
ماجرای زندگی مردی به نام را فرانک را روایت می‌کند که هرگز به عشق اعتقاد نداشته پس از مواجهه با دختری به نام سارا، نظرش را در این باره تغییر می‌دهد و تصمیم می‌گیرد تا با او ازدواج کند. سارا دختری عرب است و ازدواج او با فرانکِ آمریکایی اتفاقی تلخی را به وجود خواهد آورد….
در ادامه این فیلم سارا و فرانک، باعث درگیری با پلیس محلی خواهد شد و در این درگیری ناگهانی، سارا به وسیلهٔ پلیس کشته می‌شود! پلیس که از این اتفاق ترسیده، سعی دارد تا فرانک را قاتل سارا جلوه دهد و اتهام قتل را به نسبت بدهد. اکنون فرانک بی‌گناه به زندان افتاده و شکنجه‌های سخت و وحشیانه‌ای را متحمل می‌شود…